# 分枝莎草蕨
分枝莎草蕨（学名：Schizaea biroi）为莎草蕨科莎草蕨属下的一个种。